# Barbara Zdunk
Barbara Zdunk (* 1769; † 21. August 1811) war eine polnischstämmige Schäferin aus dem westpreußischen Marienburg, die in Rößel in Ostpreußen (Ermland) wegen Brandstiftung angeklagt, zum Tode verurteilt und hingerichtet wurde. Gelegentlich wird behauptet, sie sei wegen Hexerei hingerichtet worden, womit sie in Europa die letzte gewesen wäre, die wegen Hexerei zum Tode verurteilt wurde (→ Hexenverfolgung). Dies erscheint jedoch unwahrscheinlich, da Hexerei in Preußen zu Zdunks Zeit kein Straftatbestand war. Wahrscheinlicher ist, dass sie zumindest formal (und wahrscheinlich zu Unrecht) wegen Brandstiftung angeklagt und verurteilt wurde.

## Hintergründe
In der Nacht vom 16. auf den 17. September 1807 brach in Rößel ein verheerender Brand aus, der fast die gesamte ermländische Kleinstadt mit ihrer Burg zerstörte. Dafür wurde Zdunk verantwortlich gemacht, die sich magischer Fähigkeiten rühmte und vorher zu Fuß aus Bartenstein nach Rößel gekommen war. Nach den Bezichtigungen der aufgebrachten Bürger soll die Frau den Brand mit Hilfe von Zauber entfacht haben. Obwohl es keine stichhaltigen Beweise für den Tatvorwurf gab, wurde sie angeklagt und bereits am 22. Juni 1808 vom Land- und Stadtgericht 2. Klasse zu Rößel zum Tode verurteilt. Zdunk sollte zur „spiegelnden Strafe“ als Brandstifterin („Mordbrennerin“) „mit dem Feuer vom Leben zum Tode gerichtet werden“. Der Fall ging anschließend durch alle Instanzen der preußischen Justiz. Die Beweise waren unklar, also wurde sie auch beschuldigt, eine „Hexe“ zu sein. Das Urteil wurde am 27. Juli 1811 vom Provinzialgericht zu Königsberg bestätigt. Das Gericht befahl aber, Barbara Zdunk vor der Verbrennung erdrosseln zu lassen. König Friedrich Wilhelm III. bestätigte schließlich in letzter Instanz das Todesurteil.

## Kritik
Die Verfolgung und Verurteilung von Barbara Zdunk, die in der zeitgenössischen polnischen Literatur auch als Landstreicherin bezeichnet wird, verursachten eine Menge Kontroversen. Möglich scheint, dass die alleinerziehende Mutter von vier unehelichen Kindern geistig behindert war. Heute wird zudem angenommen, dass eine Gruppe polnischer Soldaten, die im Dienste Napoleons standen, den Brand in Rößel gelegt hat.
Der wahre Hintergrund von Zdunks Verurteilung, die von mehreren Berufungsgerichten bestätigt wurde, bleibt unklar. Rache seitens der preußischen Verwaltung an den Polen oder ein Zugeständnis der Justiz an den Volkszorn könnte eine Rolle gespielt haben, aber ebenso die Tatsache, dass Zdunk eine unglückliche Beziehung mit dem acht Jahre jüngeren Knecht Jakob Auster unterhielt.
Nach Aussage polnischer Nationalisten soll die harte Verurteilung politisch motiviert gewesen sein. Barbara Zdunk sei wegen ihrer polnischen Nationalität verdächtigt worden. Überliefert ist, dass sie sich in einer Gasse unweit der Burg in Rößel aufgehalten und dort über ihren Liebhaber, der sie im Stich gelassen hatte, geschimpft haben soll. Zu dieser Zeit sollen im Dienste Napoleons stehende polnische Soldaten die Burg angezündet haben, so die Auffassung der polnischen Nationalisten. Da sich die Brandquelle in derselben Gasse befand, wurde Barbara Zdunk verdächtigt.

## Hinrichtung
Am 21. August 1811 wurde Barbara Zdunk in Ketten zum Scheiterhaufen auf einen Hügel außerhalb Rößels gebracht und dort verbrannt. Nach den Aufzeichnungen wurde sie kurz zuvor vom Scharfrichter aus Heilsberg erwürgt, um ihr Leiden abzukürzen.